# فوزی العیساوی
فوزی العیساوی (عربی: فوزي العيساوي؛ زادهٔ ۲۷ فوریهٔ ۱۹۶۰) بازیکن فوتبال اهل لیبی بود.
وی همچنین در تیم ملی فوتبال لیبی بازی کرده‌است.